# Slow Down
Slow Down är ett musikalbum från 2002 av jazzsångerskan Sofia Pettersson.

## Låtlista
1. Sometimes it Snows in April (Prince) – 5’32
2. 59th Street Bridge Song (Paul Simon) – 1’58
3. Can't Take My Eyes Off You (Bob Gaudio/Bob Crewe) – 6’14
4. Long, Long Day (Paul Simon) – 3’37
5. Everytime We Say Goodbye (Cole Porter) – 4’43
6. The Old Country (Nat Adderly/Curtis Lewis) – 3’49
7. Do It For Your Love (Paul Simon) – 4’40
8. Teach Me Tonight (Gene De Paul/Sammy Cahn) – 3’52
9. Close To You (Burt Bacharach/Hal David) – 4’50
10. Hallelujah (Leonard Cohen) – 6’12

## Medverkande
- Sofia Pettersson – sång
- Petter Bergander – piano
- Mattias Welin – bas
- Ola Bothzén – trummor
- Karl-Martin Almqvist – tenorsaxofon
- Thomas Hallonsten – trumpet